# ژرژ مارتینس
ژرژ مارتینس (پرتغالی: Jorge Martins؛ زادهٔ ۱۲ اوت ۱۹۵۴) بازیکن فوتبال اهل پرتغال بود.
از باشگاه‌هایی که در آن بازی کرده‌است می‌توان به باشگاه ورزشی فارنسی، باشگاه فوتبال باریرنسه، باشگاه فوتبال ویتوریا ستوبال، باشگاه ورزشی بنفیکا، و باشگاه فوتبال بلننسس اشاره کرد.